# Kirk Acevedo
Kirk Acevedo, född 27 november 1971 i Bronx, New York, är en amerikansk skådespelare, med ursprung i Puerto Rico.
Acevedo är mest känd för sin roll som Sgt Joseph Toye i den kritikerrosade TV-serien Band of Brothers, för sin roll som Miguel Alvarez i TV-serien Oz och som FBI-agenten Charlie Francis i science fiction-serien Fringe (2008–2010).

## Filmografi i urval
- 1996 – Kirk and Kerry (kortfilm)
- 1997–2003 – Oz (TV-serie)
- 1998 – Den tunna röda linjen
- 2000 – Dinner Rush
- 2000 – Lockbete
- 2001 – Band of Brothers (TV-serie)
- 2004 – Paradise
- 2005 – The New World
- 2006 – Getting High
- 2006 – Invincible
- 2008–2010 – Fringe (TV-serie)
- 2011 – Prime Suspect
- 2011 – Collision Earth
- 2013 – The Walking Dead (TV-serie)
- 2014 – Apornas planet: Uppgörelsen
- 2017–2019 – Arrow (TV-serie)